# Salix alexii-skvortzovii
Salix alexii-skvortzovii är en videväxtart som beskrevs av A.P. Khokhryakov. Salix alexii-skvortzovii ingår i släktet viden, och familjen videväxter. Inga underarter finns listade i Catalogue of Life.